# Sondernach
Sondernach är en kommun i departementet Haut-Rhin i regionen Grand Est (tidigare regionen Alsace) i nordöstra Frankrike. Kommunen ligger i kantonen Munster som tillhör arrondissementet Colmar. År 2022 hade Sondernach 593 invånare.

## Befolkningsutveckling
Antalet invånare i kommunen Sondernach
| Referens: INSEE |